# Lee Ho-suk
Lee Ho-suk (Koreaans: 이호석) (Seoel, 25 juni 1986) is een Zuid-Koreaans shorttracker. Hij is in het bezit van vijf olympische medailles en twee overall-wereldtitels.

## Loopbaan
Lee werd al op jonge leeftijd gezien als een zeer talentvolle shorttracker. Van 2003 tot en met 2005 won hij drie opeenvolgende wereldtitels bij de junioren.
Tijdens de Olympische Winterspelen van Turijn won hij twee zilveren medailles op de 1000 en de 1500 meter, achter zijn landgenoot Ahn Hyun-soo, en een gouden medaille met zijn Zuid-Koreaanse teamgenoten Seo Ho-jin, Ahn Hyun-soo en Song Suk-woo op de 5000m relay. Lee is, zoals vele Koreaanse shorttrackers, bekend om zijn goede inhaalacties buitenom, vaak in de laatste rondes van een wedstrijd. Tijdens de Winterspelen van 2006 liet hij dit nog eens zien op de 1000 meter door Apolo Anton Ohno in de laatste ronde in te halen en zo de 1-2 voor Korea veilig te stellen.
In 2006 eindigde hij bij de wereldbeker shorttrack en bij de wereldkampioenschappen (Minneapolis) beide keren als tweede achter zijn landgenoot Ahn. In 2009 en 2010 werd hij wereldkampioen.
Op de Olympische Winterspelen 2010 te Vancouver won Lee Ho-suk zilver op de relay, zilver op de 1000 meter achter landgenoot Lee Jung-su en werd hij in de finale van de 1500 meter gediskwalificeerd.

## Persoonlijke records
| Afstand    | Tijd     | Datum      | Baan      | Land |
| ---------- | -------- | ---------- | --------- | ---- |
| 500 meter  | 41,269   | 26-02-2010 | Vancouver | CAN  |
| 1000 meter | 1.23,801 | 20-02-2010 | Vancouver | CAN  |
| 1500 meter | 2.12,439 | 07-02-2009 | Sofia     | BUL  |
| 3000 meter | 4.49,114 | 20-11-2005 | Den Haag  | NED  |

## Resultaten
| Jaar | Olympische Spelen            | Wereldbeker | WK individueel                                                     | WK teams    | WK Junioren                                                    |
| ---- | ---------------------------- | ----------- | ------------------------------------------------------------------ | ----------- | -------------------------------------------------------------- |
| 2003 | n.v.t.                       |             |                                                                    |             | Klassement: · 1500m: · 500m: · 3000m SF: · Aflossing:          |
| 2004 | n.v.t.                       |             |                                                                    |             | Klassement: · 1500m: · 500m: · 1000m: · 1500m SF: · Aflossing: |
| 2005 | n.v.t.                       |             |                                                                    |             | Klassement: · 1500m: · 500m: · 1000m: · 1500m SF: · Aflossing: |
| 2006 | 1000m: · 1500m: · Aflossing: | 1000m:      | Klassement: · 1500m: · 500m: · 1000m: · 3000m SF: 5 · Aflossing: 4 | Klassement: | n.v.t.                                                         |
| 2007 | n.v.t.                       | 1000m:      |                                                                    |             | n.v.t.                                                         |
| 2008 | n.v.t.                       | 1500m:      | Klassement:                                                        |             | n.v.t.                                                         |
| 2009 | n.v.t.                       | 1000m:      | Klassement:                                                        |             | n.v.t.                                                         |
| 2010 | 1000m: · Aflossing:          |             | Klassement:                                                        |             | n.v.t.                                                         |
| 2011 | n.v.t.                       |             |                                                                    |             | n.v.t.                                                         |
| 2012 | n.v.t.                       |             |                                                                    | n.v.t.      | n.v.t.                                                         |
| 2013 | n.v.t.                       |             |                                                                    | n.v.t.      | n.v.t.                                                         |
| 2014 |                              |             |                                                                    | n.v.t.      | n.v.t.                                                         |

1992: Kim, Lee, Mo, Song ·
1994: Carnino, Fagone, Herrnhof, Vuillermin ·
1998: Bédard, Campbell, Drolet, Gagnon ·
2002: Bédard, Gagnon, Guilmette, Tremblay, Turcotte ·
2006: Ahn, Lee, Seo, Song ·
2010: Bastille, Ch. Hamelin, F. Hamelin, Jean, Tremblay ·
2014: An, Grigorev, Jelistratov, Zacharov ·
2018: S. Liu, S.S. Liu, Knoch, Burján ·
2022: Ch. Hamelin, Dubois, Pierre-Gilles, Dion
1976: Alan Rattray · 
1977: Gaétan Boucher · 
1978: James Lynch · 
1979: Hiroshi Toda · 
1980: Gaétan Boucher · 
1981: Benoît Baril · 
1982: Guy Daignault · 
1983: Louis Grenier · 
1984: Guy Daignault · 
1985: Toshinobu Kawai · 
1986: Tatsuyoshi Ishihara · 
1987: Toshinobu Kawai/Michel Daignault · 
1988: Peter van der Velde · 
1989: Michel Daignault · 
1990: Lee Joon-ho · 
1991: Wilf O'Reilly · 
1992: Kim Ki-hoon · 
1993: Marc Gagnon · 
1994: Marc Gagnon · 
1995: Chae Ji-hoon · 
1996: Marc Gagnon · 
1997: Kim Dong-sung · 
1998: Marc Gagnon · 
1999: Li JiaJun · 
2000: Min Ryoung · 
2001: Li JiaJun · 
2002: Kim Dong-sung · 
2003: Ahn Hyun-soo · 
2004: Ahn Hyun-soo · 
2005: Ahn Hyun-soo · 
2006: Ahn Hyun-soo · 
2007: Ahn Hyun-soo · 
2008: Apolo Anton Ohno · 
2009: Lee Ho-suk · 
2010: Lee Ho-suk · 
2011: Noh Jin-kyu · 
2012: Kwak Yoon-gy · 
2013: Sin Da-woon · 
2014: Viktor An · 
2015: Sjinkie Knegt · 
2016: Han Tianyu · 
2017: Seo Yi-ra · 
2018: Charles Hamelin · 
2019: Lim Hyo-jun · 
2021: Shaoang Liu ·
2022: Shaoang Liu